# Eric Kandel
Pour les articles homonymes, voir Kandel.
Eric Richard Kandel, né le 7 novembre 1929 à Vienne en Autriche, est un médecin psychiatre et chercheur en neurosciences. Il est professeur de biochimie et de biophysique à l'université Columbia de New York. En 2000, il a reçu le prix Nobel de physiologie ou médecine pour ses travaux de recherche sur la mémoire.

## Biographie

### Famille et origines
Eric Kandel est né en 1929 à Vienne, alors centre culturel le plus important du monde germanophone, dans une famille juive. Le 9 novembre 1938, durant la nuit de Cristal, il vit un traumatisme fondateur lorsque des policiers nazis le chassent de chez lui avec sa mère et son frère et que leur appartement est pillé. Pendant dix jours, sa famille n'a pas de nouvelles de son père, raflé, incarcéré, puis libéré car il aura pu prouver avoir combattu dans l'armée austro-hongroise, aux côtés de l'Allemagne, durant la Première Guerre mondiale.
À la veille de la Seconde Guerre mondiale, en avril 1939, Eric Kandel émigre aux États-Unis pour fuir le nazisme et les nombreuses humiliations et discriminations subies alors par les juifs en Autriche. Il part alors avec son frère aîné Ludwig, âgé de quatorze ans, pour rejoindre leur oncle maternel, Berman Zimels, installé à New York depuis dix ans. Ses parents, Hermann et Charlotte Kandel (née Zimels), pourront, quant à eux, émigrer seulement au mois d'août 1939, à la suite de la mise en place de quota (Immigration Act), en 1924, par les États-Unis.

### Émigration aux États-Unis et études littéraires
Eric Kandel va tout d'abord vivre chez ses grands-parents, à Brooklyn, et être inscrit à l'école élémentaire publique (P.S. 217) dans le quartier de Flatbush. De 1939 à 1944, il fréquente ensuite une école confessionnelle, la Yeshivah de Flatbush, tout comme Baruch Blumberg, également prix Nobel de Médecine/Physiologie en 1976.
Il vit ensuite avec ses parents au 411, Church Avenue à Brooklyn, au dessus du commerce de vêtements de ses parents. Eric Kandel poursuit ses études secondaires au Erasmus Hall High School (en), une école publique, où il pratique football américain et athlétisme. Sur les conseils et le soutien financier de son professeur d'histoire, John Campagna, il intègre le Harvard College où il se spécialise en histoire moderne européenne et en littérature. Il rédige alors une thèse honorifique[pas clair] portant sur l'attitude face au national-socialisme de trois écrivains allemands, Carl Zuckmayer, Hans Carossa et Ernst Jünger. 
Durant ses études de premier cycle, il se lie avec Anna Kris, fille d'Ernst Kris (qui forma Ernst Gombrich) et Marianne Rie, deux éminents psychanalystes proches de Sigmund Freud, suscitant dès lors une grande attirance pour la psychanalyse, et notamment sa capacité explicative globale du fonctionnement de l'esprit et son fondement empirique. Par ailleurs, Eric Kandel découvre le béhaviorisme, et l'étude expérimentale du comportement, par son plus ardent défenseur à Harvard, Burrhus Frederic Skinner.

### Études scientifiques
L'attrait pour ces domaines d'études devient bientôt plus important que celui de la littérature européenne. Dans les années 1950, Eric Kandel décide de pratiquer la psychanalyse, et pour cela doit entreprendre des études de médecine puis se spécialiser en psychiatrie. À l'été 1951, il s'inscrit donc à des cours de chimie, à l'université Harvard, nécessaires pour intégrer son nouveau cycle d'étude. Il fait à cette époque la connaissance de Robert Goldberger, Henry Nunberg, James Schwartz, et Robert Spitzer avec lesquels il cohabite et qui resteront des amis pour la vie.
En 1952, un an avant la découverte de la structure de l'ADN, base moléculaire de l'hérédité, il entre à la faculté de médecine de l'université de New York (NYU) où il se spécialise en psychiatrie, spécialité renommée du Bellevue Hospital rattaché à NYU. En dernière année, il s'intéresse de plus en plus aux fondements biologiques de la pratique médicale et à la biologie du cerveau après avoir assisté à un cours d'anatomie cérébrale.
Sur les conseils des psychanalystes Lawrence Kubie et Mortimer Ostow ainsi que de Sydney Margolin, déjà intéressés par la biologie du cerveau, il poursuit ses études en 1955 à l'université Columbia auprès du neurophysiologiste Harry Grundfest (en). C'est également durant ses études de médecine qu'il rencontre en 1955 Denise Bystryn, étudiante en sociologie à Columbia, originaire du sud de la France, qui devient son épouse en 1956.
Après avoir obtenu son habilitation à pratiquer la médecine, il réalise un internat au Montefiore Hospital (en) de New York.
C'est à cette période, lors d'une conférence d'Angélique Arvanitaki, qu'il découvre les propriétés intéressantes de l'aplysie en tant que modèle animal pour la neurophysiologie, et peu de temps après, en 1961, il rentre en contact avec Ladislav Tauc qu'il rejoint à l'institut Marey l'année suivante

### Carrière de neurobiologiste
Eric Kandel commence ses travaux de recherche à la faculté de Médecine de l'université de New York puis intègre, en 1974, la section de Neurobiologie et Comportement du département de Psychiatrie de l'université Columbia où il poursuit l'ensemble de sa carrière.
Il est au conseil scientifique de la société de biotechnologie française Pharnext.

## Apports scientifiques
Les travaux de Kandel et de ses collaborateurs sur le Aplysia californica (communément appelé lièvre de mer) ont montré, notamment, qu'une stimulation tactile répétée produisait une libération décroissante de neurotransmetteurs dans un neurone sensoriel, phénomène appelé habituation. Ces travaux de recherche ont permis de comprendre davantage les mécanismes moléculaires et cellulaires de l'apprentissage et de la mémorisation.
Eric Kandel est, avec Arvid Carlsson et Paul Greengard, corécipiendaire du prix Nobel de physiologie ou médecine en 2000 pour ses travaux sur les bases moléculaires de la mémoire à court terme et de la mémoire à long terme ainsi que du prix Wolf en Israël. 

« Nous sommes ce que nous sommes en vertu de ce que nous apprenons et de ce dont nous nous souvenons. »

— Eric R. Kandel, À la recherche de la mémoire

## Ouvrages
- Eric Kandel, À la recherche de la mémoire : Une nouvelle théorie de l'esprit, Paris, éditions Odile Jacob, coll. « Sciences », 2007, 512 p. (ISBN 9782738118806).
- Larry Squire et Eric R. Kandel, La mémoire : De l'esprit aux molécules, Paris, éditions Flammarion, coll. « Champs », 2005, 414 p. (ISBN 978-2-08-080139-5).
- Kandel E.R. et Hawkins R., « Les bases biologiques de l'apprentissage », Pour la science, no 181, 1992.
- Kandel E.R., « Les petits systèmes de neurones », Pour la science, no 25, 1979, pp. 37-47.

## Distinctions

### Prix
- 1981 : Prix Karl Spencer Lashley (en)[16]
- 1983 : Prix Albert-Lasker pour la recherche médicale fondamentale[17]
- 1983 : Prix Rosenstiel[18]
- 1983 : Prix Dickson dans la catégorie médecine
- 1987 : Prix Gairdner[19]
- 1988 : NAS Award for Scientific Reviewing (en)[20]
- 1988 : Robert J. and Claire Pasarow Foundation Award for Distinguished Contributions to Neuropsychiatric Research
- 1991 : Bristol-Myers Squibb Award for Distinguished Achievement in Neuroscience Research avec Timothy Bliss (en)
- 1992 : Prix Jean-Louis-Signoret (de)
- 1993 : Prix Harvey[21]
- 1997 : Prix Ralph W. Gerard en Neuroscience (en)[22]
- 1999 : Prix Wolf de médecine
- 2000 : Prix Nobel de physiologie ou médecine avec Arvid Carlsson et Paul Greengard
- 2008 : Prix Viktor Frankl (de)

### Sociétés savantes
- Membre étranger de la Royal Society élu en 2013[23]
- Membre de l'Académie américaine des arts et des sciences
- Membre de l'Association américaine pour l'avancement des sciences
- Membre de l'Académie allemande des sciences Leopoldina
- Membre de l'Académie autrichienne des sciences
- Membre de l'Académie nationale des sciences (États-Unis)
- Membre de l'Académie des sciences de Berlin-Brandebourg (Allemagne)
- Membre de l'Académie des sciences et des lettres de Mayence (Allemagne)
- Membre de l'Académie des sciences (France)
- Membre de la Société américaine de philosophie

### Honneurs
- 2008 : Doctorat honoris causa de l'Université de Vienne[24]
- 2008 : Doctorat honoris causa de l'Université Harvard[25]
- 2012 : Doctorat honoris causa de l'Université de Bâle[26]

### Décorations
- Grand officier d'argent de l'ordre du Mérite autrichien
- Pour le Mérite au titre des arts et des sciences

### Filmographie
- Petra Seeger. À la recherche de la mémoire – Le Prix Nobel Eric Kandel. WDR/ORF/Arte, 2007, 44 minutes. Prix bavarois du film pour le meilleur documentaire. Munich, 2010. Session de questions/réponses avec E. Kandel et P. Seeger lors de la sortie du documentaire : (en) voir en ligne (consulté le 27 mars 2020).

- [vidéo] « Eric Kandel, Scientist », Eric Kandel, Christopher Sykes, 2015, Web of Stories (consulté le 30 septembre 2022)